# Homophlebia bilinea
Homophlebia bilinea är en fjärilsart som beskrevs av Swinhoe 1890. Homophlebia bilinea ingår i släktet Homophlebia och familjen trågspinnare. Inga underarter finns listade i Catalogue of Life.